# Leptomyrmex fragilis
Leptomyrmex fragilis es una especie de hormiga del género Leptomyrmex, subfamilia Dolichoderinae. Fue descrita científicamente por Smith en 1859.
Se distribuye por Indonesia y Papúa Nueva Guinea. Se ha encontrado a elevaciones de hasta 1520 metros. Vive en microhábitats como nidos, troncos y el forraje.